# جوهرة (مسلسل)
جوهرة مسلسل كويتي إنتاج عام 2022 مأخوذ عن رواية الكاتبة علياء الكاظمي " جوهرة"الصادرة عام 2017

## قصة العمل
تدور أحداثه حول تبني طفل مجهول الوالدين، وكيفية تعامل أبناء الأسرة معه،نظرة المجتمع إلى هذه الفئة يناقش قضايا مثل التفكك الأسري والخيانة الزوجية والطلاق .

## الممثلون
- نور الكويتية (جوهرة)
- أحمد مساعد (أحمد)
- فاطمة الطباخ (ماجدة)
- عبد الله الطليحي (وليد)
- مشاري المجيبل(شهاب)
- علي الحسيني (أيوب)
- روان العلي (فضة)
- كفاح الرجيب (ورد)
- هدى حمدان (ياسمين)
- زينب أحمد (عذاري)
- ملاك (أريج خلدان)
- غرور (أم وليد)
- فاطمة الدمخي (عهود)
- دانة حسين (هدى)
- أريج العطار (أريج شابة)
- أمل محمد (أم ياسمين)
- رانيا شهاب (جنات)[3]
- عيسى ذياب (ضاري)
- حسين المهدي (غانم سعد)
- رجاء محمد